# Soldats clones
Pour les articles homonymes, voir Clone.
Personnage de fiction apparaissant dans
Star Wars.
Les soldats clones (Clone Troopers en version originale) ou simplement désignés comme les clones, sont des personnages de Star Wars. Ils sont au service de la République galactique durant ses dernières années et servent notamment lors de la guerre des clones, débutant 22 ans avant la bataille de Yavin et se terminant 19 ans avant cette dernière, lors de la proclamation de l'Empire galactique. Ils sont physiquement identiques et possèdent les mêmes capacités d'endurance et de réflexion. Ils ont été fabriqués dans la ville de Tipoca City sur la planète Kamino. Leurs gènes ont été modifiés à partir de celui du chasseur de primes Jango Fett. Leur croissance est également accélérée pour qu’ils grandissent deux fois plus vite que la normale. Ils sont éduqués et entraînés uniquement à l'usage militaire.
Ils apparaissent dans plusieurs films et séries télévisées, leur première apparition s'effectue en 2002 dans L'Attaque des clones, puis dans La Revanche des Sith en 2005. Ils deviennent ensuite les principaux personnages du film d'animation The Clone Wars en 2008, et de sa série télévisée éponyme. Ils intègrent ensuite la série Rebels. En 2018, il est confirmé que l'un d'eux, Rex, participe à la bataille d'Endor visible dans Le Retour du Jedi.

## Univers
L'univers de Star Wars se déroule dans une Galaxie qui est le théâtre d'affrontements entre les chevaliers Jedi et les seigneurs noirs des Sith, personnes sensibles à la Force, un champ énergétique mystérieux leur procurant des pouvoirs psychiques. Les Jedi maîtrisent le côté lumineux de la Force, pouvoir bénéfique et défensif, pour maintenir la paix dans la galaxie. Les Sith utilisent le côté obscur, pouvoir nuisible et destructeur, pour leurs usages personnels et pour dominer la galaxie.
Pour amener la paix, une République galactique a été fondée avec pour capitale la planète Coruscant. Cependant, certains membres de la République pensent que celle-ci est corrompue. Afin de prendre le contrôle de la galaxie, ils se font nommer les Séparatistes et dirigent une armée droïde. Pour contrer les plans de domination des Séparatistes, la République se dote quant à elle d'une armée de soldats clones dirigée par les Jedi. Les deux armées s'affrontent pour la première fois durant la bataille de Géonosis en 22 av. BY,. À la suite de cette bataille, la guerre des clones débute avec pour enjeux la paix ou la prise du pouvoir.

## Histoire

### AvantL'Attaque des clones
Le maître Jedi Sifo-Dyas est allé en secret sur Kamino afin de commander une armée de clones pour le compte de la République galactique. Il est assassiné peu après par Dark Tyranus qui avait découvert ses plans. Les Kaminoens engagent le chasseur de primes Jango Fett pour servir de modèle génétique aux soldats clones.

### The Clone Wars

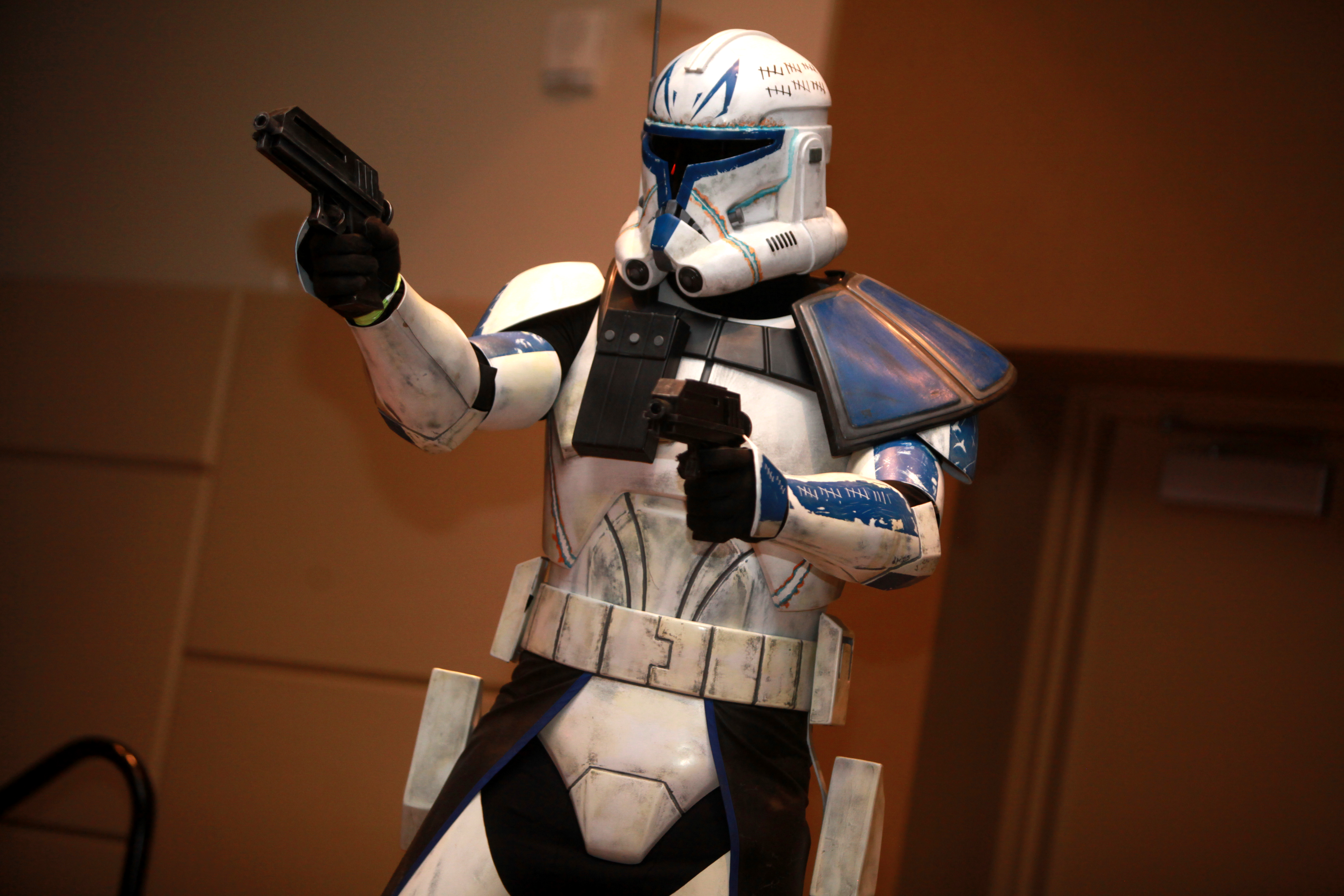
Cosplay du capitaine Rex, avec une armure qui est un mélange entre celle de Phase I et celle de Phase II.

### La Revanche des Sith
La fin de la guerre semble proche, mais les clones sont toujours déployés un peu partout dans la Galaxie, et les Séparatistes parviennent à lancer un assaut sur Coruscant durant lequel ils enlèvent le chancelier suprême Palpatine. Ce dernier est tout de même récupéré à l'issue de la bataille, mais le général Grievous s'échappe et se réfugie avec les autres leaders séparatistes sur Utapau. Le maître Jedi Obi-Wan Kenobi y est envoyé avec un bataillon de clones sous les ordres du commandant Cody,. Yoda est lui envoyé sur Kashyyyk avec les clones du commandant Gree afin de repousser une invasion droïde,.
Sur Coruscant, le chancelier Palpatine, avec l'aide de son nouvel apprenti Dark Vador, ordonne à tous les clones de la Galaxie d’exécuter l'Ordre 66. En raison d'une puce de contrôle implantée secrètement dans leur cerveau et en prévision de ce moment, les soldats clones entrent en transe en entendant cet ordre et se retournent tous instantanément contre les Jedi, et les exterminent. Le commandant Bacara tue Ki-Adi-Mundi sur Mygeeto,, le commandant Bly s'occupe d'Aayla Secura sur Felucia,, et le commandant Neyo de Stass Allie sur Saleucami,. Les commandants Gree et Cody échouent à tuer leurs maîtres Jedi, respectivement Yoda et Obi-Wan Kenobi, le premier étant même décapité par le Jedi,.
Le capitaine Rex se trouvait sur Mandalore avec Ahsoka Tano à la recherche de Maul lorsqu'on lui ordonne d’exécuter l'Ordre 66 à bord d'un croiseur de la République en route vers Coruscant. Après diverses aventures, l'ex-Jedi retire à Rex sa puce inhibitrice, et ils s'échappent ensemble après avoir simulé leur mort, puis se séparent, estimant qu'il est trop dangereux pour eux de rester ensemble.
Les membres du Bad Batch ne furent pas infectés par la puce, en raison de leur modification génétique, et furent dans l’incompréhension des évènements ; ils assistèrent impuissants à la mort de Depa Billaba par ses propres clones, mais purent quand même permettre à son apprenti Caleb Dume de fuir. Ils retournent ensuite sur Kamino et apprennent la fin de la guerre et la trahison des Jedi puis assistent à l'avènement de l'Empire. Peu de temps après, ils sont envoyés éliminer un soi-disant vestige séparatiste mais refusent de les exécuter, voyant qu'il s'agit d'un groupe d'anciens républicains de Saw Gerrera s'opposant à l'Empire. Ils décident alors de déserter, laissant Crosshair, qui voulait rester derrière eux,.

### L'entre-deux trilogies

#### The Bad Batch
Malgré tout ce qu'ils avaient accompli pendant la guerre, les Impériaux décidèrent de remplacer les clones par de simples recrues enrôlées et endoctrinées par la cause impériale : il s'agit du projet Griffe du Guerrier. Ainsi, ils détruisirent les usines de clonage de Tipoca City sur Kamino et formèrent les premiers stormtroopers. En attendant d'avoir assez de stormtroopers, l'Empire continua à mobiliser les clones, qui ont énormément contribué à la traque des Jedi survivants et à la pacification de la Galaxie. Rapidement, la puce inhibitrice implantée dans leur cerveau commençait à ne plus faire effet et les clones retrouvèrent leurs esprits. Nombreux sont ceux qui se rendirent compte de l'oppression et de la tyrannie, ce qui allait à l'encontre des valeurs de la République pour laquelle ils ont tant combattu et souffert pendant la guerre. Cela entraîna une vague de désertion, à l'image du commandant Cody qui regrettait d'avoir tiré sur Obi-Wan en exécutant l'Ordre 66. Toutefois, la majorité des clones décidèrent de rester fidèle à l'Empire, estimant que c'était leur devoir de soldat. Malheureusement, quelques mois plus tard, le remplacement eut lieu et les clones restants furent envoyés en retraite forcée avec faible pension de vétéran. Entre-temps, Rex, avec l'aide du Bad Batch, forma un réseau de résistance constitué de clones déserteurs, après le remplacement de nombreux clones qui estimèrent avoir été loyaux en vain et décidèrent de rejoindre Rex. Le réseau multiplia les raids et les attaques contre l'Empire. Ils découvrirent notamment que les clones qui avaient été arrêtés pour désobéissance furent secrètement déportés vers le Mont Tantiss, où se trouvait une base secrète impériale, pour servir de cobayes au projet de clonage. Le Bad Batch attaqua le site et libéra les clones captifs,,,,. 

#### Rebels
Quatorze ans après la fin de la guerre des clones, alors que l'Empire galactique est désormais au pouvoir, Ahsoka Tano trouve une nouvelle cause à travers une jeune Alliance rebelle. Parallèlement, Rex vit en compagnie de deux autres clones, Wolffe et Gregor, rescapés à bord d'un vieux blindé de la guerre. Ahsoka envoie l'équipage du Ghost recruter son vieil ami,. Kanan Jarrus ne fait pas confiance à Rex ; pour lui, les clones sont entièrement responsables de la Grande purge Jedi,. Après une escarmouche contre l'Empire, il décide de rejoindre l'Alliance rebelle,. Lorsqu'il revient à bord du vaisseau rebelle, Rex et Ahsoka se retrouvent avec émotion après tant d'années. Rex souhaite se battre pour une dernière bataille qui pourrait, finalement, lui faire tourner la page sur la guerre des clones.

### Le Retour du Jedi
En l'an 4 ap. BY, Rex participe à la bataille d'Endor et fait partie de l'équipage au sol mené par Han Solo. Au sein des forces rebelles, il réussit à détruire le générateur de bouclier et, ainsi, rendre vulnérable la seconde Étoile de la mort.

### Héritage
Les soldats clones sont mentionnés dans Le Réveil de la Force quand Kylo Ren réprimande le général Hux pour la désertion du stormtrooper FN-2187, et suggère au suprême leader Snoke d'envisager la création d'une armée de clones.

## Concept et création

### Développement
Lors de l'écriture de L'Empire contre-attaque, les premiers brouillons réalisés par Leigh Brackett décrivent Lando Calrissian comme un clone originaire de la planète natale des clones, impliqué dans la guerre des clones mentionnée dans Un nouvel espoir, la plupart de ces clones n'aurait pas survécu à la guerre. Ce concept n'a finalement pas été retenu.
Plus tard, George Lucas imagine une armée de clones composée de troupes d'assaut provenant d'une lointaine planète que la République galactique utilise dans la guerre qui suit. Lucas prévoit que l'évolution des forces armées de la Galaxie soit décrite dans la prélogie, et que les soldats clones soit plus performant que les droïdes de combat.
Le design des soldats clones évolue entre L'Attaque des clones et La Revanche des Sith pour se rapprocher de plus en plus de celui des stormtroopers visibles dans la trilogie originale. Les tenues adaptées au climat froid visibles dans la première saison de The Clone Wars sont largement inspirées des premiers concepts et costumes réalisés par Ralph McQuarrie, Joe Johnston, et John Mollo pour L'Empire contre-attaque.

### Caractéristiques
Les soldats clones sont des êtres humains physiquement identiques entre eux, dont les gènes ont été modifiés à partir de ceux du chasseur de primes Jango Fett. Ils possèdent tous les mêmes capacités d'endurance et de réflexion, et ne connaissent pas la peur.
Les soldats clones sont d'abord équipés d'armures de Phase I. Elle est inspirée de l'armure mandalorienne portée par Jango Fett. Surnommée « boîte de conserve », elle est lourde et encombrante, car elle est constituée de 20 plaques blindées. Lors des premières batailles de la guerre des clones, les couleurs peintes sur les armures permettent de différencier les fonctions, le jaune étant par exemple la couleur des pilotes. Puis les couleurs servent à marquer l'appartenance à une légion, par exemple, le capitaine Rex porte des marques bleues pour signifier son appartenance à la 501e légion.

### Interprétation

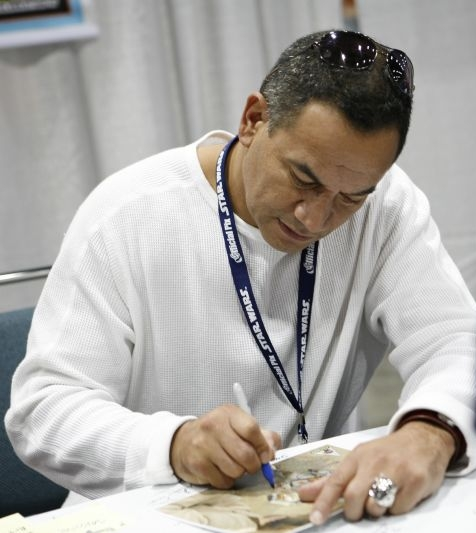
Temuera Morrison, interprète de Jango Fett et des soldats clones.

Dans L'Attaque des clones et La Revanche des Sith, beaucoup de soldats clones sont générés par ordinateur et doublés par Temuera Morrison, l’interprète de Jango Fett,. Les enfants sont interprétés par Daniel Logan, qui joue également le jeune Boba. Les soldats clones adultes sont interprétés par Bodie Taylor car il ressemble à un jeune Temuera Morrison.
Pour les scènes où les clones sont visibles sans leurs casques, Bodie Taylor et Temuera Morrison portent des combinaisons bleues qui sont remplacées par des armures. Il arrive cependant que les clones soient entièrement générés par ordinateur, la tête utilisée est un mélange entre celle de Taylor et de Morrison.
Dans Le Retour du Jedi, Rex, qui se fait appeler Nik Sant, est interprété par Cliff Alliston,,.
Depuis 2008, l'acteur américain Dee Bradley Baker prête sa voix à tous les soldats clones. Pour différencier les personnages, il examine les traits de personnalité de chaque clone, choisit un ou deux adjectifs pour les qualifier individuellement, et enregistre séparément les dialogues de chaque personnage. Pour faciliter l'enregistrement, Baker et le réalisateur Dave Filoni ont développé un « triangle du clone » qui classe les personnages selon leur personnalité,. Le capitaine Rex, caractérisé par le type de personnalité centrale à laquelle les autres clones aspirent, a été placé au centre. Les autres clones, dont certains traits dépassent ceux que possèdent Rex, ont été placés sur les segments du triangle,. Daniel Logan prête également sa voix aux jeunes clones dans la saison 2 de The Clone Wars.

## Accueil
Dee Bradley Baker, qui prête sa voix aux clones, est nommé en 2012 aux Annie Awards dans la catégorie de la meilleure performance vocale masculine dans une série télévisée,.